# Morfina (powieść)

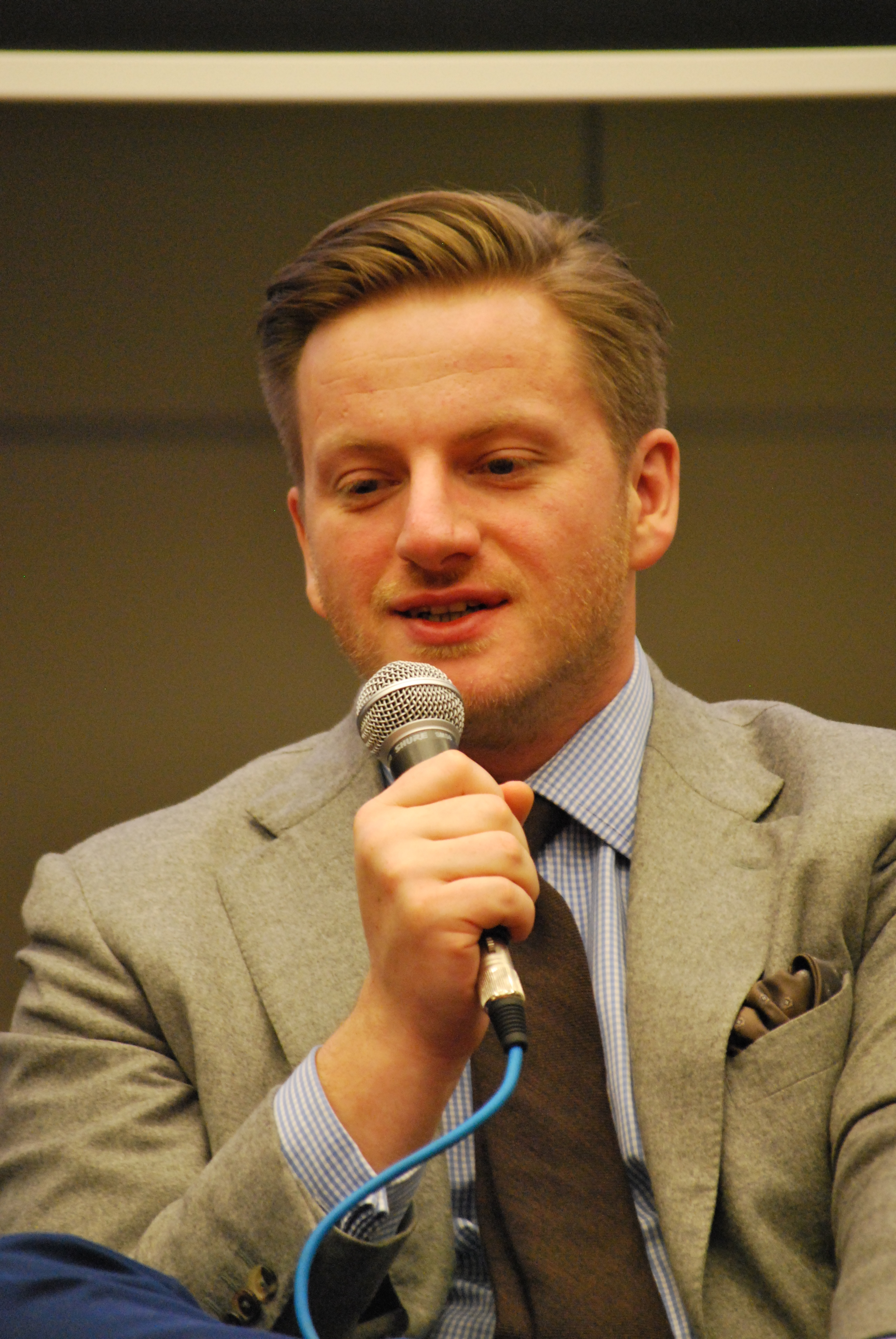
Szczepan Twardoch – autor

Morfina – powieść Szczepana Twardocha z 2012, wybór czytelników Nagrody Literackiej „Nike” (2013), przyniosła również autorowi Paszport „Polityki” w kategorii literatura.

## Fabuła
Głównym bohaterem powieści jest podporucznik Wojska Polskiego – Konstanty Willemann, urodzony w 1909 syn niemieckiego oficera Baldura von Strachwitza i spolszczonej Ślązaczki z Gliwic Katarzyny Willemann, która wychowywała go jako Polaka. To uzależniony od tytułowej morfiny bon vivant i cyniczny kobieciarz, który w pierwszych dniach po klęsce kampanii wrześniowej stara się uwolnić od wojskowych obowiązków i wieść dalej beztroskie, pełne nałogów, życie birbanta w okupowanej przez Niemców Warszawie. Wbrew swojej woli zostaje jednak wciągnięty w działalność konspiracyjną, co pogłębia jego dylematy dotyczące tożsamości narodowej. W powieści wiele jest retrospekcji przenoszących akcję powieści do dwudziestolecia międzywojennego.

## Nagrody i wyróżnienia
W 2013 powieść przyniosła autorowi Paszport „Polityki” w kategorii literatura, znalazła się w finałowej siódemce Nagrody Literackiej Nike i została wyborem czytelników tej nagrody. Morfina otrzymała również nominacje do Nagrody Literackiej Gdynia oraz Prix du Livre Européen / European Book Prize 2015, a także nagrodę Śląski Wawrzyn Literacki.

## Wydanie
Powieść została opublikowana przez krakowskie Wydawnictwo Literackie w 2012. Redaktorem była Justyna Chmielewska, okładkę zaprojektował Filip Kuźniarz, a konsultantami byli Aleksander Kopiński i Ryszard Wojnakowski.